# جیگمه پالدن دورجی
جیگمه پالدن دورجی (انگلیسی: Jigme Palden Dorji; ۱۴ دسامبر ۱۹۱۹ – ۶ آوریل ۱۹۶۴) سیاست‌مدار اهل بوتان بود. وی اولین نخست وزیر بوتان از ۱۹۵۲ تا ۱۹۶۴ بود و در ۱۹۶۴ ترور شد.